# Ізотопний обмін
Ізотопний обмін — процес спонтанного перерозподілу стабільних або радіоактивних ізотопів деякого хімічного елемента між різними фазами системи. Ізотопний обмін може відбуватися:
- між агрегатними станами однієї речовини
- між частинками речовини (молекулами, іонами)
- всередині молекул

При цьому самі речовини зберігають елементарний склад, змінюється тільки ізотопний склад. Наприклад:
{\displaystyle {\mathsf {^{14}NH_{4}^{+}+{}^{15}NH_{3}\rightleftarrows {}^{15}NH_{4}^{+}+{}^{14}NH_{3}}}}
{\displaystyle {\mathsf {^{1}H^{1}HO+{}^{2}H^{2}HO\rightleftarrows 2{}^{1}H^{2}HO}}}
Внаслідок ізотопного обміну в системі встановлюється рівновага з приблизно рівним розподілом ізотопів. Таким чином, ізотопний обмін являє собою хімічну реакцію з нульовим тепловим ефектом, рівними енергіями активації для прямої і зворотної реакцій і відсутністю залежності константи рівноваги реакції від температури. Однак у разі ізотопів легких елементів внаслідок ізотопного ефекту константа рівноваги реакції може відрізнятися від 1. Стан системи, в якій ізотопи розподілені рівномірно, відповідає найбільшій ентропії системи.

## Механізм реакції
Механізм реакції ізотопного обміну багато в чому визначає її швидкість. Так, гомогенний ізотопний обмін протікає за дисоціативним або асоціативним механізмом, за реакцією електронного перенесення або перенесення груп атомів:
{\displaystyle {\mathsf {AgBr+Na^{*}Br\rightleftarrows Ag^{+}+Br^{-}+Na^{+}+^{*}Br^{-}\rightleftarrows Ag^{*}Br+NaBr}}} — дисоціація AgBr і Na*Br в розчині
{\displaystyle {\mathsf {FeBr_{3}+^{*}Br_{2}\rightleftarrows FeBr_{2}+Br+^{*}Br_{2}\rightleftarrows Fe*BrBr_{2}+Br_{2}}}} — диссоциация FeBr3
{\displaystyle {\mathsf {C_{2}H_{5}I+Na^{*}I\rightleftarrows Na[C_{2}H_{5}I^{*}I]\rightleftarrows C_{2}H_{5}^{*}I+NaI}}} — асоціація C2H5I і NaI
{\displaystyle {\mathsf {Tl^{+}Cl+^{*}Tl^{3+}Cl_{3}\rightleftarrows Tl^{3+}Cl_{3}+^{*}TlCl}}} — окисно-відновна реакція між іонами Tl+ и *Tl3+
{\displaystyle {\mathsf {CaCO_{3}+^{*}CO_{2}\rightleftarrows Ca^{*}CO_{3}+CO_{2}}}} — обмін групами атомів

## Кінетика реакції
Кінетичне рівняння реакції ізотопного обміну як правило визначає ступінь протікання обміну:
{\displaystyle {\mathsf {F={\frac {(x_{t}-x_{0})}{(x_{\infty }-x_{0})}}}}}, де {\displaystyle {\mathsf {x_{0},x_{t},x_{\infty }}}} — концентрації ізотопу, що обмінюється, в моменти часу 0, t і за рівного розподілу. Якщо ж при t = 0 x = 0, то
{\displaystyle {\mathsf {F={\frac {x_{5}}{x_{\infty }}}}}}
Залежність F від періоду півобміну {\displaystyle {\mathsf {\tau _{1/2}}}} визначається за формулою
{\displaystyle {\mathsf {-ln(1-F)={\frac {ln2}{\tau _{1/2}}}}}}
Це рівняння дозволяє визначити {\displaystyle {\mathsf {\tau _{1/2}}}} за експериментальними даними F і знайти константу швидкості іонного обміну.
Швидкість реакції іонного обміну другого порядку описується рівнянням
{\displaystyle {\mathsf {k={\frac {ln2}{\tau _{1/2}}}[{\frac {1}{a+b}}]}}}, де a і b — молярні концентрації реагентів, що обмінюються ізотопами.
З температурної залежності швидкості реакції визначається енергія активації реакції, з якої можна оцінити міцність зв'язку атомів, що беруть участь у реакціях ізотопного обміну.
У випадках реакцій гетерогенного обміну ізотопами їх швидкість залежить від швидкості дифузії ізотопів до поверхні обміну фаз і від швидкості самого ізотопного обміну. За інтенсивного перемішування твердої фази з рідкою або газоподібною швидкість обміну ізотопами визначається швидкістю їх дифузії у твердій фазі.

## Застосування
Реакції ізотопного обміну використовуються при розділенні ізотопів, отриманні мічених ізотопами сполук, а також під час вивчення будови молекул. На цій реакції ґрунтується один з варіантів дослідження низьких тисків пари речовини.